# Fatma Kachrudi
Fatma Kachrudi –en árabe, فاطمة كشرودي– (nacida el 9 de abril de 1976) es una deportista tunecina que compitió en atletismo adaptado. Ganó una medalla de bronce en los Juegos Paralímpicos de Atenas 2004 en la prueba de lanzamiento de disco (clase F37).

## Palmarés internacional
| Juegos Paralímpicos | Juegos Paralímpicos | Juegos Paralímpicos | Juegos Paralímpicos |
| Año                 | Lugar               | Medalla             | Prueba              |
| ------------------- | ------------------- | ------------------- | ------------------- |
| 2004                | Atenas (Grecia)     | Medalla de bronce   | Disco F37           |